# Vicente de Cañas y Portocarrero
Diego Vicente María de Cañas y Portocarrero, duque del Parque (Valladolid, 1751 – Cádiz, 1824; conocido generalmente por su segundo nombre de pila, pero que figura a veces con el de Diego), fue un noble, militar, diplomático y político español. Combatió contra los franceses en la Guerra de la Independencia, hallándose al mando del Ejército de la Izquierda en las batallas de Tamames, Carpio y Alba de Tormes (1809). Entre otros cargos públicos, fue ministro plenipotenciario en San Petersburgo (1798), capitán general de Castilla la Vieja (1809), presidente de la Real Chancillería de Valladolid (1815), embajador electo en Viena y en París (1815), consejero de Estado (1819) y presidente del Congreso de los Diputados (1822).

## Primeros años
Nació en Valladolid el 24 de mayo de 1751, vástago de una familia aristocrática de tradición militar y cortesana. Recibió el bautismo al día siguiente en la iglesia parroquial de San Miguel, y se le impusieron los nombres de Diego Vicente María.
Fue hijo de Manuel Joaquín de Cañas y Trelles (1716-1791), VIII marqués de Vallecerrato, grande de España, IV príncipe de la Sala de Partinico y VI duque del Parque, notario mayor del reino de León, patrono del Colegio Mayor de Cuenca en Salamanca, alguacil mayor de la Inquisición de Valladolid y alférez mayor (jure uxoris) de los Peones de Castilla, natural de Oviedo, y de Agustina María Portocarrero y Maldonado (1734-1764), III marquesa de Castrillo y de Villavieja, III condesa de Belmonte, nacida en Salamanca.
Aunque tuvo cinco hermanas, fue el único hijo varón del matrimonio. Como primogénito, había de suceder en las citadas dignidades hereditarias después de los días de sus padres.
Su padre era también teniente general y sirvió muchos años en Palacio como gentilhombre de cámara del rey Carlos III, y de manga de sus tres hijos menores: los infantes Don Gabriel, Don Antonio Pascual y Don Francisco Javier, de quienes se encargó como teniente de ayo, gobernador de su cuarto y superintendente de sus haciendas.
Vicente inició su carrera militar con 19 años como cadete de un regimiento de Infantería. Pocos años después —aún joven— empezó a servir en Palacio, como su padre, e ingresó en la Real Sociedad Económica Matritense de Amigos del País, de la que fue elegido subdirector en 1789.
El 3 de noviembre de 1791 el rey Carlos IV le confirió el empleo de coronel, y el encargo de fundar el Regimiento de voluntarios de Infantería Ligera de Tarragona, con la misión de vigilar la frontera catalana, y que se instaló en Barcelona al año siguiente. Al mando de esta unidad, sostuvo varias campañas en los Pirineos contra fuerzas de la República Francesa durante la Guerra del Rosellón, siendo premiado con el ascenso a mariscal de campo el 12 de abril de 1794. En estas acciones, los voluntarios de Tarragona se ganaron, por su valor, el respeto del enemigo, y por el color de su uniforme, el sobrenombre de les Rouges.
Alcanzó el empleo de teniente general el 13 de junio de 1798.

## Misión en San Petersburgo y Dresde
El 13 de junio de 1798 fue nombrado embajador cerca del emperador Francisco II, pero tres meses después se mudó este nombramiento por el de ministro plenipotenciario en San Petersburgo, ambos a designación del secretario Urquijo.
Partió con credenciales del rey Carlos IV para el zar Pablo I, pero llegado a París el 1.º de enero de 1799, tropezó con las reticencias del Directorio francés ante un diplomático amigo enviado a un país hostil. Las trabas de las autoridades le obligaron a demorarse en París al menos hasta marzo.
Desde Madrid se le ordenó viajar a Dresde, donde se hallaba en abril de 1799, para explorar en la corte de Federico Augusto III la posibilidad de un matrimonio del príncipe de Asturias con una princesa sajona: misión oficiosa que simultanearía con la oficial ante el zar. Tras una breve estancia en San Petersburgo, a finales de 1799 regresó a Dresde, donde se hallaba de nuevo en septiembre de 1800.
En 1802 fue relevado al frente de la legación en Rusia y pasó a Amberes, desde donde solicitó en vano volver a España. El ministerio, que no deseaba tener en la corte a un declarado partidario del príncipe de Asturias, le envió a París, donde sería vigilado por el embajador Gravina. Se le autorizó a regresar a España el 1.º de noviembre de 1804.

## Abdicaciones y Junta de Bayona
A principios de 1808, el duque del Parque era teniente general, capitán de la tercera compañía del Real Cuerpo de Guardias de Corps y gentilhombre de cámara del rey Carlos IV, con ejercicio y servidumbre. Gozaba de bastante predicamento en la corte y era declarado partidario del príncipe Fernando. Por entonces aconsejó al rey que acudiera a Bayona de Francia para entrevistarse con Napoleón. Lo que daría ocasión, en mayo de dicho año, a las abdicaciones que entregaron la corona de España a José Bonaparte.
En marzo, vio cumplidos sus anhelos políticos cuando el Motín de Aranjuez provocó la caída de Godoy y el ascenso al trono de Fernando VII. Poco después viajó a Bayona en el séquito del nuevo rey, quien allí le designó su representante personal para cumplimentar al gran duque de Berg, cuñado de los Bonaparte. Comisión análoga a la que desempeñaron con el emperador otros tres grandes de España: el duque de Frías, el conde de Fernán-Núñez y el duque de Medinaceli.
Fue uno de los 38 nobles —y uno de los diez grandes— que tomaron parte en un simulacro de Cortes que se llamó Junta de Bayona. Reunida del 15 de junio al 7 de julio de 1808, debatió y aprobó con pocas modificaciones el proyecto de Constitución preparado por el Corso.
Respecto al texto de la Constitución de Bayona propuesto a la Junta, Parque rehusó emitir el dictamen que se le requería, manifestando «que habiéndome dedicado exclusivamente al estudio del arte militar que profeso, carezco de los conocimientos necesarios para juzgar la Constitución de un Estado».
También figuró entre los firmantes de una proclama destinada a contener los movimientos de insurrección que se propagaban por España, en la que se exponía la necesidad de someterse a la fuerza de los hechos consumados.

## Al servicio de José Bonaparte
El 3 de julio de 1808 juró fidelidad a dicha Constitución y al rey José I, quien cuatro días después le confirmó como capitán de su guardia de corps. Mientras que otros guardias, disconformes con la usurpación, abandonaban el cuerpo o pedían ser separados del mismo.
Tal como había hecho en Bayona por orden de Fernando VII —pero ahora obedeciendo al rey José—, en diciembre acudió a Chamartín de la Rosa a ponerse a las órdenes del gran duque de Berg, que llegaba a Madrid al mando del 1.er Cuerpo del Ejército francés acompañado por el mariscal Moncey y el general Dupont. El día 31, instalado ya el gran duque en su cuartel general, el duque del Parque le hizo entrega de la espada de Francisco I.

## Guerra de la Independencia
Avanzada la Guerra de la Independencia, depuso el tibio afrancesamiento que había profesado hasta entonces. Tras la batalla de Bailén se abstuvo de seguir al rey intruso en su retirada hacia el Ebro y se pasó a las filas nacionales.
En su deserción del bando francés le acompañó otro teniente general: Pedro Rodríguez Laburia. A principios de marzo de 1809, ambos se pusieron a las órdenes del general García de la Cuesta, que estaba reorganizando el ejército de Extremadura. La Junta patriótica de Extremadura no vio con buenos ojos estas incorporaciones, y comunicó a Cuesta que «Los tenientes generales destinados al ejército de esta Provincia, el Duque del Parque y Don Pedro Rodríguez Laburia, no gozan de la más favorable opinión pública a vista de la conducta que han observado con los franceses: el primero en Bayona y Madrid y el segundo a la entrada de ellos en el Reyno.»
Pese a ello, se le dio el mando de la 1.ª división de dicho ejército, con la que tomó parte en la batalla de Medellín contra el ejército del mariscal Víctor. El resultado de esta batalla fue desastroso para los nacionales, pero el duque del Parque jugó un buen papel defendiendo la posición de Mesas de Ibor, y fue elogiado así por Cuesta: «En realidad todas las tropas que mandó el duque del Parque aquel día con su acostumbrada serenidad y pericia, hicieron olvidar las
pasadas derrotas y dispersiones».

### Ejército de la Izquierda
En junio de 1809, la Junta Central le nombró capitán general de Castilla la Vieja, con sede en Ciudad Rodrigo, y le dio el mando del Ejército de la Izquierda.
En otoño consiguió dos importantes victorias contra las tropas franceses: la primera y más importante el 8 de octubre en Tamames (Salamanca), donde derrotó al ejército del general Le Marchand, lo que permitió recuperar Salamanca y comprometer el dominio francés en Castilla la Vieja. Y una segunda, más dudosa, en Carpio (Valladolid), donde venció al general Kellermann el 23 de noviembre.
En Carpio tuvo noticia de la gran derrota infligida en Ocaña por el mariscal Soult al general Aréizaga, que mandaba el Ejército de La Mancha. Decidió retirarse hacia Salamanca, pero tres días después sufrió una severa derrota a manos de Kellermann en la Alba de Tormes. Durante la retirada, gran parte de las tropas españoles huyeron a la Sierra de Francia. Reuniendo los restos de su ejército, el duque del Parque se unió a las fuerzas del de Alburquerque en Puente del Arzobispo, donde entraron en combate el 8 de agosto de 1809.
Después de la Batalla de Puente del Arzobispo empezó a perder la confianza de la Junta Central, y fue destituido en enero de 1810. A raíz de ello se instaló en Cádiz, desde donde escribió dos cartas a Fernando VII defendiendo su comportamiento militar.

### Gobierno de las Canarias
En febrero de 1810 fue nombrado gobernador y capitán general de las Canarias. Allí protagonizará algunos incidentes con el general Pedro Rodríguez Laburia, quien había sido designado como su sucesor tras solicitar, él mismo, el relevo en el mes de junio, y al que negará permiso para desembarcar en octubre de 1810, al descubrir algunos enfermos sospechosos, estableciendo un cordón sanitario entre el puerto de Santa Cruz y La Laguna, debiendo ser la Audiencia quien pusiera fin al contencioso, dictaminando a favor de Laburia.
La cuestión de la confianza en el duque del Parque fue tratada en una sesión extraordinaria y secreta de las Cortes de Cádiz, celebrada en la noche del 21 de noviembre de 1810. Se leyó una representación, que este había elevado a las Cortes vía Consejo de Regencia y Ministerio de la Guerra, quejándose de que se hubiera puesto en duda su honorabilidad por haber estado en Bayona al formarse la Constitución del Rey intruso, y solicitando ocasión para justificar su conducta y hacer manifiesto que no había desmerecido la confianza pública, lo que podía paralizar su viaje a las Canarias como capitán general. Tras una larga deliberación, las Cortes acordaron contestar al Consejo de Regencia que el duque del Parque podía proseguir su viaje a las Canarias, y no haber motivo para dudar de su lealtad y honorabilidad.

### Ejército Tercero
En su reforma del 4 de diciembre de 1812, en la cual reducen los seis ejércitos a cuatro de operaciones y dos de reserva, el Consejo de Regencia le nombra general en jefe del Ejército Tercero y capitán general de Jaén y Granada.

## Carrera política
Presidente de la Real Chancillería de Valladolid.
El 28 de junio de 1814 se cubrió como grande delante del rey Fernando VII.
Fue nombrado de nuevo embajador en Viena el 4 de septiembre de 1815, y un mes después en París (el 8 de octubre de 1815, ante Luis XVIII de Francia), pero no tomó posesión de estas misiones.
Decano de la Diputación Permanente de la Grandeza de España. Elegido en 1816, rigió durante un año este órgano consultivo del Estado en materia de títulos nobiliarios, de reciente creación. Sucedía al duque de San Carlos, que fue el primer decano desde 1815. 
En 1819 entró a formar parte del Consejo de Estado, y tras el pronunciamiento de Riego participó en la sesión celebrada el 6 de marzo de 1820 en la que dicho Consejo se declaró favorable a la reunión de Cortes estamentales e insistió en la necesidad de una amnistía general, cuyo dictamen, unido al menos preciso del Consejo de Castilla, se plasmaría en el Real Decreto de 6 de marzo de 1820, de convocatoria de Cortes.
Fue diputado a Cortes por Valladolid en la legislatura 1822-1823, durante el Trienio Liberal, y presidió brevemente el Congreso de los Diputados de noviembre a diciembre de 1822.
Se le atribuye la creación de la tribuna de oradores en La Fontana de Oro, célebre lugar de reunión de la España liberal durante el Trienio Liberal. En todo caso, en el momento de ocupar su escaño en 1822, consta que era presidente de dicha tribuna. Asimismo, su nombre figura entre los nobles españoles que la policía de Fernando VII y la Inquisición consideraban masones.

## Episodios nacionales
En 1876, en 7 de julio, la quinta novela de la segunda serie de los Episodios nacionales, en la que Benito Pérez Galdós narra la sublevación de la Guardia Real y parte del ejército perpetrada en 1822 contra el sistema constitucional imperante, con el apoyo del rey Fernando VII y para volver al absolutismo, retrata al duque del Parque como sigue:

El duque del Parque fue uno de los generales españoles que más descollaron en la guerra de la Independencia. Después de Álvarez, el más heroico; de Alburquerque, el más inteligente; de Castaños; el más afortunado, y de Blake, el más militar, aunque el más desagraciado, es preciso colocar al duque del Parque, que, mandando el ejército de Galicia, ganó en 18 de octubre de 1809 la batalla de Tamames. En ella fue derrotado el general Marchand y sus doce mil franceses con pérdida de dos mil hombres, un cañón y una bandera. No fue igualmente afortunado Su Excelencia en la política, a la cual se dedicó con el afán propio de los ineptos para tan escabroso arte.
O el trato de ciertas personas, o lecturas revolucionarias, o quizás desaires que no creía merecer, llevaronle al partido exaltado. Grande de España, se sentó en la silla presidencial de La Fontana de Oro, desde la cual oyó apostrofar a los duques. Diputado en el Congreo de 1822, figuró en el grupo de Alcalá Galiano, de Rico, que había sido fraile y guerrillero; de Isturiz y otros. Este grupo no quería el orden, y fuer de sostenedor de los libres, se ocupaba en asaetear constantemente al otro partidillo compuesto de Argüelles, Álava, Valdés, etc. De la misma lucha, y como transacción, salió la presidencia de Riego. Ya tendremos ocasión de ver cosas muy saladas que ocurrieron en aquellos días y en aquel sillón presidencial.
Volviendo al duque. Su Excelencia poseía gran fortuna; era generoso, amable, ilustrado hasta donde podía serlo un duque y general y español por aquellos tiempos...
Benito Pérez Galdós, 7 de julio  (Episodios nacionales)

Falleció en Cádiz, viudo y sin prole supérstite, el 12 de marzo de 1824.

## Distinciones
- VII duque del Parque (1792).[18]
- Grande de España de 2.ª clase (1792).[4][18]
- IX marqués de Vallecerrato (1792).[18]
- IV marqués de Castrillo (1764).[1]
- marqués de Villavieja (nominal, 1764).[17]
- IV conde de Belmonte (1764).[17]
- V príncipe de la Sala de Partinico (1791, título de Sicilia)[17]
- VII barón de Regiulfo (1791, título de Sicilia)[17]
- Gran cruz de la Orden de Carlos III (15 de abril de 1809).[1][23]
- Gran cruz de la Orden de San Fernando (1815).[24]
- Gentilhombre de Cámara de S.M. con ejercicio y servidumbre.

## Matrimonio y descendencia
Casó en 1771, a los veinte de edad, con María del Rosario Tomasa de Riaño y Velázquez de Lara (c.1752-1774). Este matrimonio —único que contrajo el duque— solo duró tres años, pues la esposa murió en 1774 dejándole un niño de tierna edad. Era hija primogénita e inmediata sucesora de Antonio José de Riaño y Orovio, V conde de Villariezo, a quien premurió, regidor perpetuo de Burgos, y de Antonia Velázquez de Lara, su mujer. Tuvieron por hijo único a
- Francisco María de Cañas y Riaño (1772-1790), VI conde de Villariezo, que en 1778 sucedió en este título a su abuelo materno pero murió soltero en vida de su padre, el 11 de febrero de 1790.[25]

En la casa le sucedió su hermana María Francisca de Paula de Cañas y Portocarrero (1755-1833), que fue VIII duquesa del Parque, X marquesa de Vallecerrato y V de Castrillo, V condesa de Belmonte, grande de España, VI princesa de la Sala de Partinico, VIII baronesa de Regiulfo, socia numeraria de la Junta de Damas de Honor y Mérito. Casó en 1782 con José Miguel de Salcedo Cañaveral y Ponce de León (c.1750-1789), I conde de Benalúa, caballero de Santiago, y tuvieron descendencia.